# Hipposideros obscurus
Hipposideros obscurus (Peters, 1861) è un pipistrello della famiglia degli Ipposideridi endemico delle Filippine.

## Descrizione

### Dimensioni
Pipistrello di piccole dimensioni, con la lunghezza totale tra 71 e 79 mm, la lunghezza dell'avambraccio tra 42 e 48 mm, la lunghezza della coda tra 18 e 24 mm, la lunghezza del piede tra 10 e 12 mm, la lunghezza delle orecchie tra 18 e 22 mm e un peso fino a 12 g.

### Aspetto
La pelliccia è densa e soffice. Le parti dorsali sono marroni scure con una banda centrale più chiara sui peli, mentre le parti ventrali sono scure con la punta dei peli più chiara. Alcuni individui hanno una macchia di peli più chiara dietro ogni orecchio che si estende sopra la spalla, similmente a quelle della specie Hipposideros diadema. Le orecchie sono larghe, triangolari, con il margine anteriore convesso e una piccola concavità sul margine posteriore appena sotto la punta. La foglia nasale presenta una porzione anteriore di dimensioni normali, non ha fogliette supplementari laterali ma una cresta ghiandolare lungo i margini, un setto internariale non rigonfio, triangolare, più stretto tra le narici e con delle falde laterali sviluppate, una porzione intermedia leggermente rigonfia e con una cresta centrale e una porzione posteriore alta, con il margine superiore semicircolare, privo di setti ma con una cresta trasversale sulla superficie posteriore. È presente una sacca frontale ben sviluppata nei maschi, ridotta ad una depressione nelle femmine. La coda è lunga e si estende leggermente oltre l'ampio uropatagio. Il primo premolare superiore è piccolo e situato fuori la linea alveolare. Il numero cromosomico è 2n=24.

## Biologia

### Comportamento
Si rifugia all'interno di grotte, gallerie minerarie e nelle cavità degli alberi.

### Alimentazione
Si nutre di insetti.

### Riproduzione
Danno alla luce un piccolo alla volta.

## Distribuzione e habitat
Questa specie è diffusa sulle isole filippine di Bohol, Catanduanes, Cebu, Dinagat, Leyte, Luzon, Maripipi, Mindanao, Mindoro, Negros, Panay, Samar, Sibuyan, Suquijor e Tablas.
Vive nelle foreste primarie e secondarie fino a 1.100 metri di altitudine

## Conservazione
La IUCN Red List, considerato il vasto areale, la popolazione presumibilmente numerosa e la tolleranza alle modifiche ambientali, classifica H.obscurus come specie a rischio minimo (Least Concern)).